# 並木1号墳
並木1号墳（なみき1ごうふん）は、千葉県佐倉市並木町高丘にある古墳。形状は前方後円墳。

## 概要
京成佐倉駅の南西0.6キロメートルの鹿島川東岸の台地上に立地。墳丘に高丘稲荷神社が建てられている。墳丘前方部は削平されている。発掘調査が行われていないため、出土遺物はなく、埋葬施設の様相も不明。北1.1キロメートル先に山崎ひょうたん塚古墳がある。

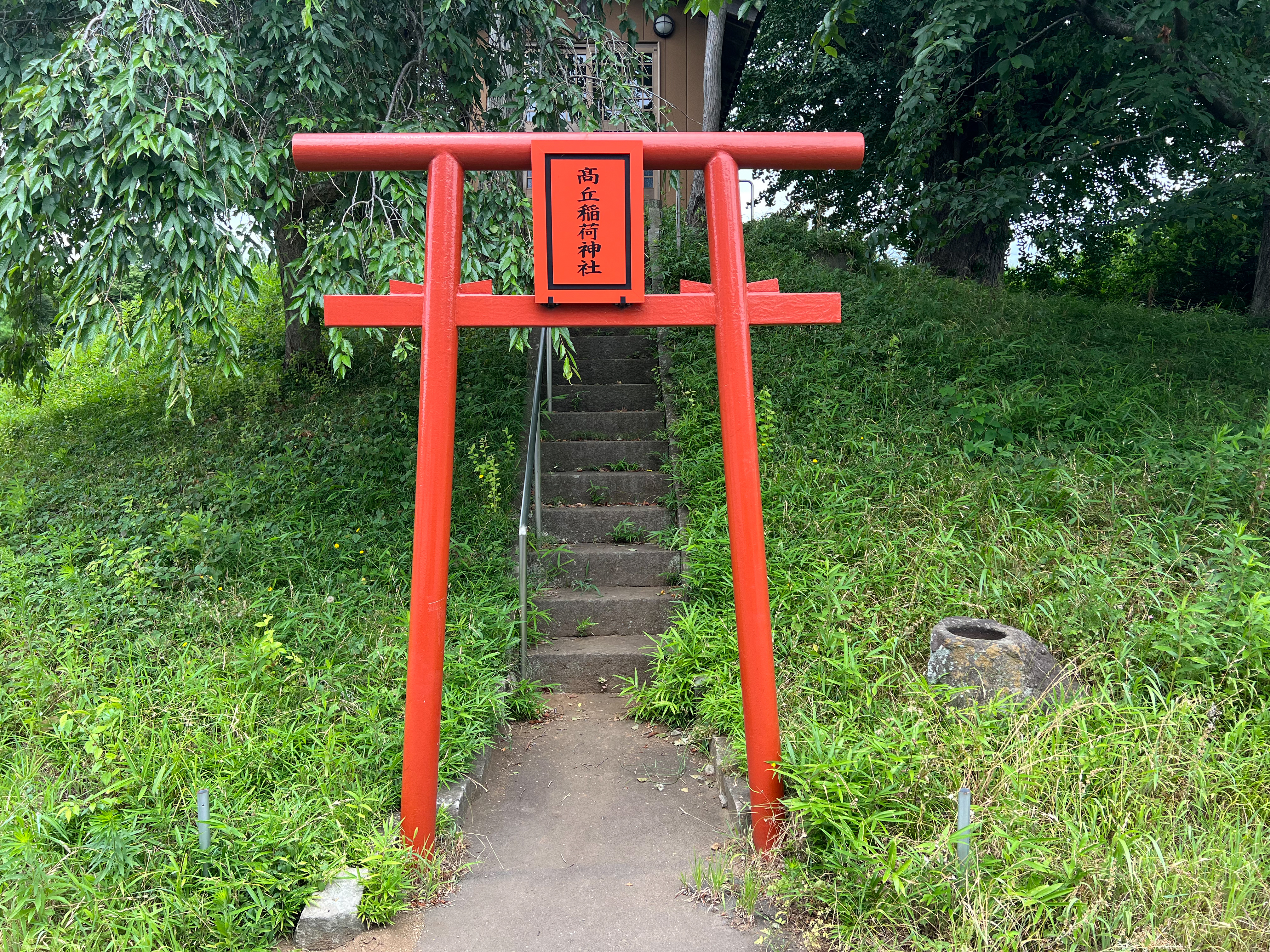
高丘稲荷神社
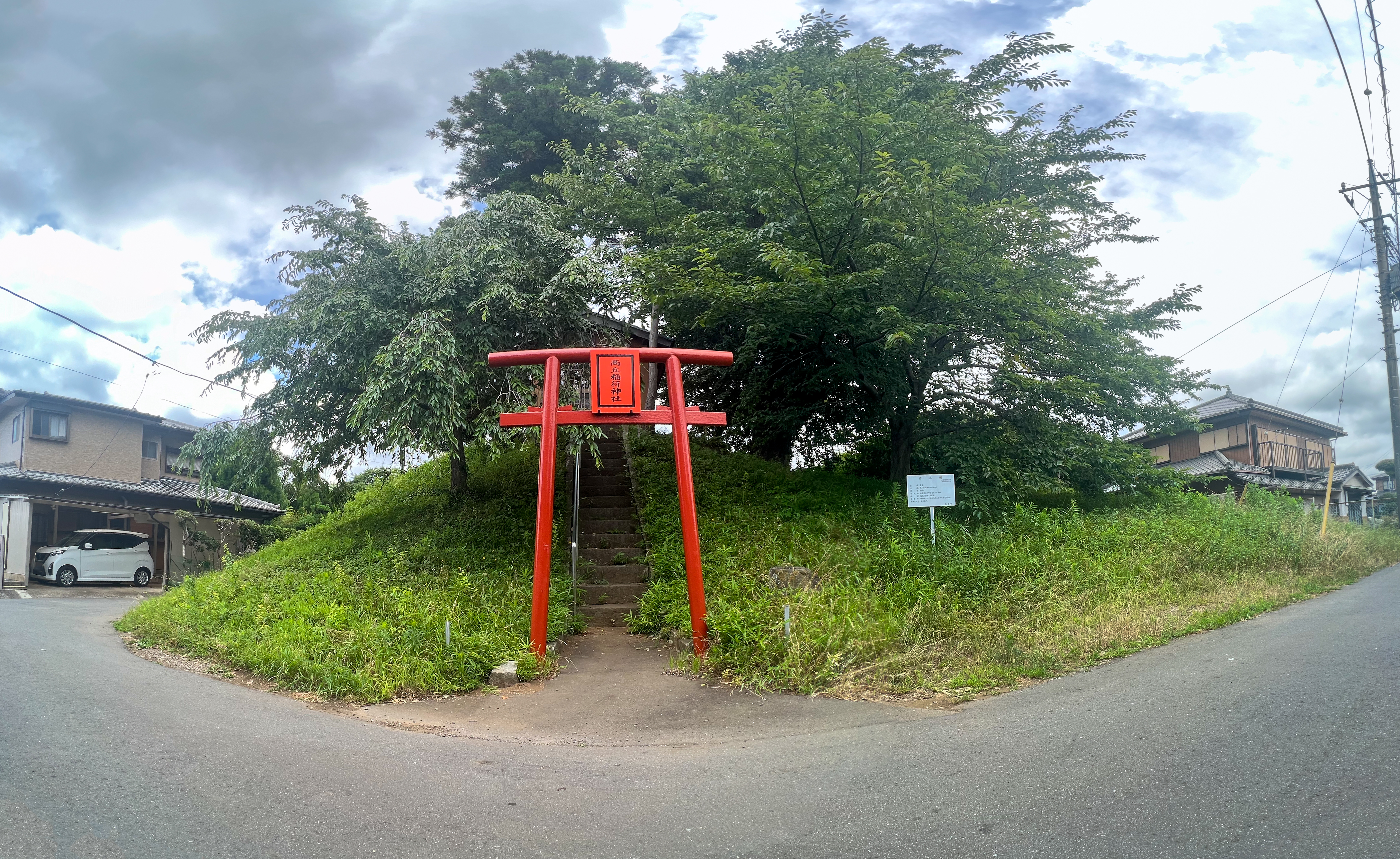
墳丘（南東）
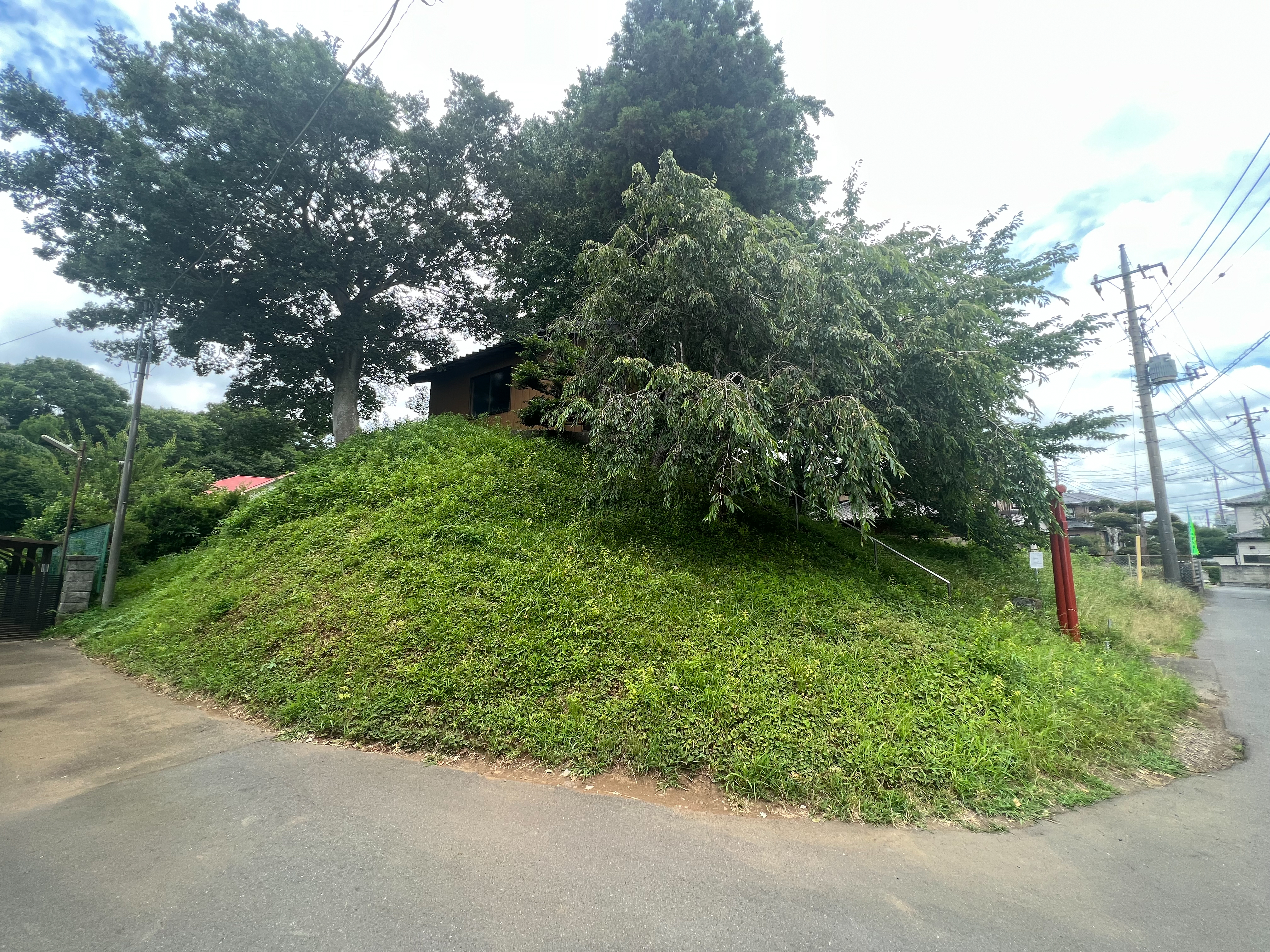
墳丘（南）